# Open Diputación Ciudad de Pozoblanco 2011
LOpen Diputación Ciudad de Pozoblanco 2011 è stato un torneo professionistico di tennis giocato sul cemento. È stata la 13ª edizione del torneo maschile, la 3a del torneo femminile, che fanno parte dell'ATP Challenger Tour nell'ambito dell'ATP Challenger Tour 2011 e dell'ITF Women's Circuit nell'ambito dell'ITF Women's Circuit 2011. Il torneo maschile si è giocato a Pozoblanco in Spagna dal 4 al 10 luglio 2011, quello femminile dal 27 giugno al 3 luglio.

## Partecipanti ATP

### Teste di serie
| Nazionalità | Giocatore             | Ranking* | Testa di serie |
| ----------- | --------------------- | -------- | -------------- |
| Francia     | Adrian Mannarino      | 55       | 1              |
| Germania    | Rainer Schüttler      | 113      | 2              |
| Ucraina     | Illja Marčenko        | 114      | 3              |
| Spagna      | Rubén Ramírez Hidalgo | 121      | 4              |
| Slovacchia  | Lukáš Lacko           | 148      | 5              |
| Russia      | Aleksandr Kudrjavcev  | 149      | 6              |
| Russia      | Konstantin Kravčuk    | 154      | 7              |
| Spagna      | Roberto Bautista Agut | 172      | 8              |

- Rankings al 20 giugno 2011.

### Altri partecipanti
Giocatori che hanno ricevuto una wild card:
- Juan José Leal-Gómez
- Carlos Gómez-Herrera
- Iñigo Cervantes-Huegun
- Miloslav Mečíř Jr.

Giocatori passati dalle qualificazioni:
- Evgenij Kirillov
- Mikhail Ledovskikh
- Miguel Ángel López Jaén
- Denys Molčanov

## Partecipanti WTA

### Teste di serie
| Nazionalità | Giocatrice              | Ranking* | Testa di serie |
| ----------- | ----------------------- | -------- | -------------- |
| Grecia      | Eléni Daniilídou        | 123      | 1              |
| Russia      | Nina Bratčikova         | 148      | 2              |
| Cina        | Jing-Jing Lu            | 181      | 3              |
| Bulgaria    | Elica Kostova           | 188      | 4              |
| Israele     | Julia Glushko           | 203      | 5              |
| Spagna      | Beatriz García Vidagany | 205      | 6              |
| Regno Unito | Naomi Broady            | 216      | 7              |
| Spagna      | Estrella Cabeza Candela | 235      | 8              |

- Rankings al 20 giugno 2011.

### Altre partecipanti
Giocatrici che hanno ricevuto una wild card:
- Lucia Cervera-Vazquez
- Yevgeniya Kryvoruchko
- Garbiñe Muguruza Blanco
- Nuria Parrizas-Diaz

Giocatrici passate dalle qualificazioni:
- Yana Buchina
- Marina Mel'nikova
- Samantha Murray
- Isabel Rapisarda-Calvo
- Tori Kinard (lucky loser)

## Campioni

### Singolare maschile
Kenny de Schepper ha battuto in finale  Iván Navarro con il punteggio di 2–6, 7–5, 6–3

### Singolare femminile
Eléni Daniilídou ha battuto in finale  Elica Kostova con il punteggio di 6–3, 6–2

### Doppio maschile
Michail Elgin /  Aleksandr Kudrjavcev hanno battuto in finale  Illja Marčenko /  Denys Molčanov per walkover

### Doppio femminile
Nina Bratčikova /  Irena Pavlović hanno battuto in finale  Marina Mel'nikova /  Sofia Shapatava con il punteggio di 6–2, 6–4